# Ceratophygadeuon anurus
Ceratophygadeuon anurus är en stekelart som först beskrevs av Thomson 1884.  Ceratophygadeuon anurus ingår i släktet Ceratophygadeuon och familjen brokparasitsteklar. Arten är reproducerande i Sverige. Inga underarter finns listade i Catalogue of Life.